# Monaster Leszczyński
Monaster Leszczyński, monaster Zaśnięcia Matki Bożej w Pińsku – prawosławny, a następnie unicki klasztor męski w uroczysku Leszcz (Leszcze) k. Pińska.
Według danych podawanych w 1799 przez unickiego biskupa Gedeona Horbackiego, monaster został ufundowany w XI w. Inne źródła informują o powstaniu klasztoru jeszcze za panowania Włodzimierza Wielkiego. Celem utworzenia monasteru było wspieranie miejscowej władzy książęcej, zaś mnisi brali udział w akcji misyjnej wśród miejscowej ludności. Pierwsza pisemna wzmianka o monasterze pochodzi z 1263. W 1263 w Monasterze Leszczyńskim schronił się Wojsiełk, syn Mendoga, już jako mnich Roman.
W 1340 Jerzy Narymuntowicz zapisał klasztorowi wyspę między rzekami Oreczyca i Strumień. Protektorami monasteru byli również Olelkowicze-Słuccy. Kolejna pisemna wzmianka o klasztorze pochodzi z 1398, gdy archimandryta Misael zwrócił się do namiestnika nowogródzkiego z prośbą o powstrzymanie ludzi książęcych, którzy przemieszczając się przez ziemie monasterskie wyrządzali wspólnocie straty. W XIV i XV w. w Monasterze Leszczyńskim rezydowali prawosławni biskupi turowsko-pińscy. Mnisi klasztoru zajmowali się przekładaniem na język cerkiewnosłowiański tekstów literatury bizantyńskiej, kopiowaniem ksiąg, kronikarstwem. W monasterze powstał m.in. latopis mnicha Mitrofana. Rozwój monasteru został zatrzymany przez najazdy tatarskie w XVI w., przede wszystkim w 1540, gdy Tatarzy dotarli na obrzeża Pińska i zniszczyli doszczętnie klasztor.
W XVI w. majątek monasteru znacznie się powiększył dzięki nadaniom prywatnym prawosławnej szlachty. W 1584 z inicjatywy przełożonego wspólnoty, archimandryty Atanazego Terleckiego, w klasztorze zbudowana została nowa cerkiew Zaśnięcia Matki Bożej. Opis inwentarzowy monasteru z lat 1585 i 1595 wskazuje, że w skład kompleksu zabudowań monasterskich wchodziły dwie cerkwie (Zaśnięcia Matki Bożej i Św. Ducha), dzwonnica nadbramna, budynki mieszkalny i gospodarczy, refektarz. Całość wzniesiona była z drewna w tradycyjnym stylu ruskim.
W 1595 przełożonym Monasteru Leszczyńskiego został archimandryta Elizeusz Pleteniecki. Nie dopuścił on do przejęcia klasztoru przez unitów, do czego dążył pierwszy unicki metropolita Hipacy Pociej; mimo faktu, że w 1603 hierarcha ten uzyskał królewski przywilej na archimandrię leszczyńską, prawosławni administrowali klasztorem, dopóki żył archimandryta Elizeusz. Także po jego śmierci w 1624 mnisi wybrali na jego następcę dyzunitę Hermana Tyszkiewicza. Unici przejęli klasztor w połowie XVII w. W 1746 wznieśli na terenie monasteru nową cerkiew. Po synodzie połockim, który zlikwidował struktury Kościoła unickiego na ziemiach litewskich i białoruskich, świątynia ta stała się siedzibą parafii prawosławnej. Do wznowienia działalności klasztoru tego wyznania jednak nie doszło. Cerkiew istniała do 1905, gdy najprawdopodobniej spłonęła wskutek uderzenia pioruna.
Współcześnie (2012) na terenie zajmowanym pierwotnie przez monaster znajduje się park miejski.